# Battambang
Ne doit pas être confondu avec Province de Battambang.

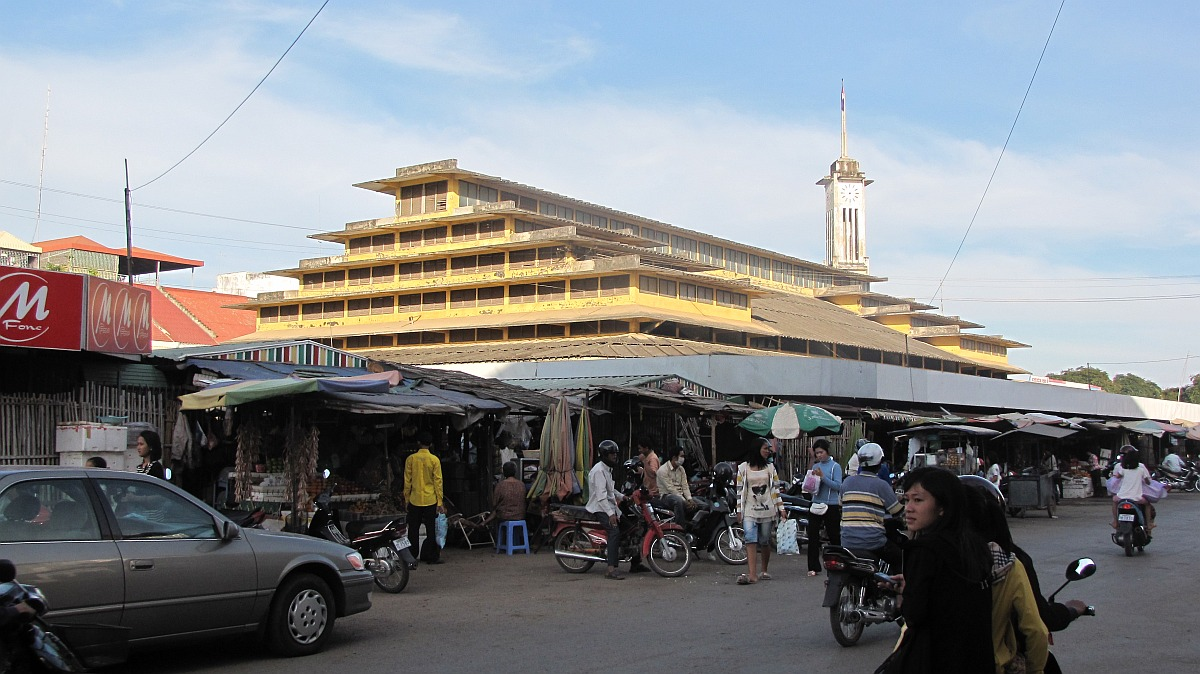
Le Psar Nat, le marché de Battambang

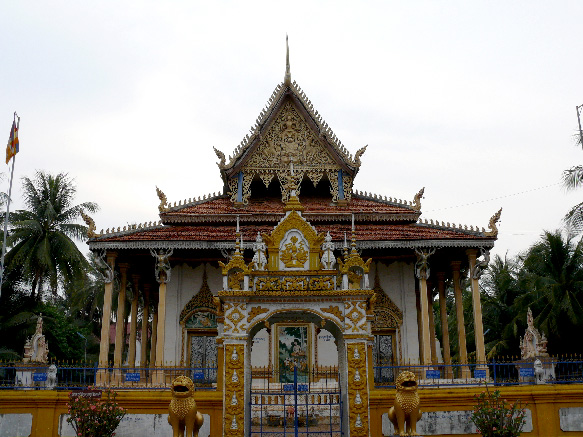
Le Wat Peapahd au centre-ville de Battambang

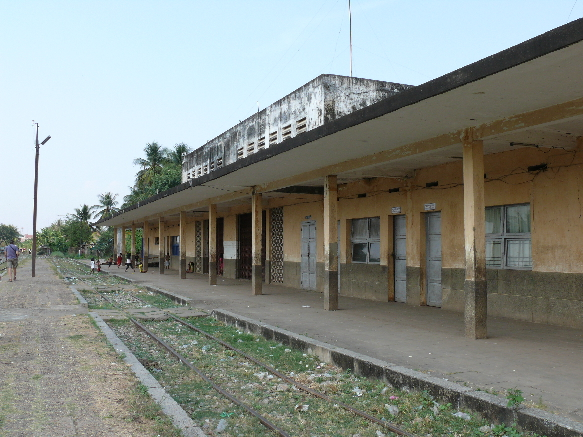
Gare de Battambang

Battambang est une ville du Nord-Ouest du Cambodge, capitale de la province du même nom, frontalière de la Thaïlande.
Seconde ville du pays (population estimée en 2007 à 250 000 habitants), elle est, depuis plus de 500 ans, le centre commercial principal des provinces occidentales peuplées par un mélange d'ethnies thaïes, laotiennes, chinoises et khmères.

## Géographie

### Situation
Reliant la région à Phnom Penh et à la Thaïlande, la ville est un lien vital pour le Cambodge. La partie principale de Battambang est située près de la Sangker, une rivière coulant à travers la province de Battambang et dans la ville, du sud-ouest vers le nord-est, se jetant dans le Tonlé Sap. Battambang est à 293 km de Phnom Penh, 68 km de Sisophon, 117 km de Poipet (ville à la frontière  thaïlandaise) et 171 km de Siem Reap.

## Étymologie et mythologie
Son nom veut dire littéralement "perdre le bâton" en khmer. Si plusieurs significations existent, celle se rapportant à la légende locale de Preah Bat Dambang Kranhoung semble être la plus répandue.
Il s'agirait d'un géant devenu roi et qui en voulant combattre un rival lui aurait lancé un gourdin pour le tuer, mais manqua sa cible. Le bâton retomba et forma un ruisseau nommé O Dambang, pour finalement se perdre dans une région reculée qu’un des rois suivants ordonna de nommer « province de Battambang ».
Aujourd’hui encore, une statue en l’honneur de ce géant trône à l’entrée de la ville.

## Histoire
La ville que les Français trouvèrent en 1907 ne ressemblait alors en rien à ce qu’elle est aujourd’hui. Il s’agissait plus d’une agglomération qui s’était développée le long de la rivière, de l’emplacement actuel de la cité jusqu’au Tonlé Sap. La population ne dépassait guère les 100 000 habitants. L’administration coloniale démantela les maisons en bois traditionnelles qui s’étendaient près de la rivière pour les remplacer par des habitations en dur et construisit un centre-ville, relié par la route et le rail à Phnom Penh. Comme dans les autres centres urbains de l’Indochine française, les commerçants d’origine chinoise furent encouragés à venir animer le cœur des villes en ouvrant des échoppes et autres petites entreprises. Le Psar Nat, le marché principal, une architecture de style Art déco, de couleur jaune vif, fut inauguré en 1936.

## Attractions
Battambang a su conserver une atmosphère provinciale qui lui confère un certain charme. La plupart des bâtiments sont de style colonial ou traditionnel cambodgien. Peu d’immeubles dépassent les trois étages et les voitures cohabitent dans les rues avec les charrettes à traction animale. L’économie locale, surtout à caractère familial est basée sur le bois, les pierres précieuses et les cultures et cela se ressent sur le caractère de la ville,.
Les principaux centres d’intérêt de la ville sont :
- Le Psar Nat, ou grand marché, au centre de la ville ; la visite est particulièrement intéressante le matin de bonne heure, quand les marchands des villages environnants apportent leurs produits au marché[8].
- Les vieilles maisons coloniales au bord de la rivière avec les boulangeries et cafés français, le long des rues no 1, 2 et 3[9].
- Le musée, créé en 1968, abrite les résultats de nombreuses fouilles archéologiques dans la province[10].
- Le Wat Domrei Sor, ou pagode de l’éléphant blanc, construite en 1904[8].
- L’hôtel de la province, un bâtiment construit par une équipe d’architectes italiens pour servir de résidence à Akpheyyavong Chhum, dernier gouverneur siamois de la région. Il fut achevé en 1907, après que la France ait repris possession de la province et empêché le commanditaire de jouir du palais qu’il s’était fait construire. On remarquera aussi, devant l’immeuble, un vieux pont de pierre datant de la même époque et deux statues de lions en pierre sur sa partie ouest[11].
- Une petite mosquée, transformée en porcherie sous le régime khmer rouge, a été réhabilitée grâce à des fonds en provenance du Golfe Arabique. Elle est située sur la rive droite de la rivière Sangker.
- Pour les points d’intérêt à proximité, voir :

## Transports

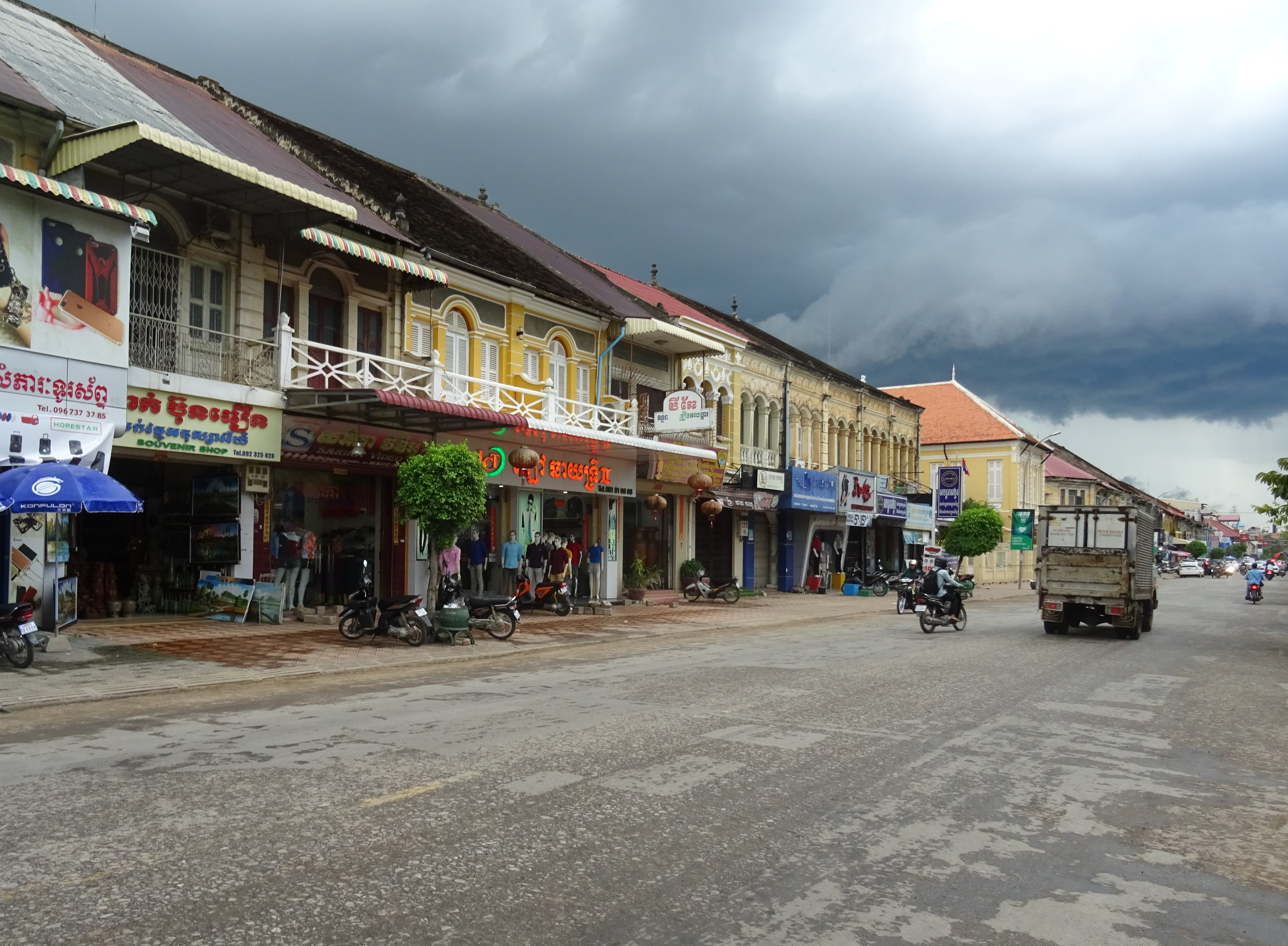
Route n°1 de Battambang

### Aéroport
Battambang possède un aéroport (code AITA : BBM). Toutefois, depuis la remise en état de la route menant à Phnom Penh, aucune destination n’est plus desservie.

### Réseau ferroviaire
Battambang est desservie par la ligne Phnom Penh - Poitet tous les deux jours. La ligne avait été suspendue en 2009 en raison du mauvais état des voies et elle a été rouverte en juillet 2018 à la suite du réaménagement des voies. Le train de bambou, forme originale et sommaire de transport ferroviaire utilisée par la population locale, à laquelle se rajoute depuis quelques années une clientèle de touristes de plus en plus nombreuse, se trouve sur la ligne quatre kilomètres au sud-est de la ville.

### Réseau routier
La route nationale 5 entre Battambang à Phnom Penh a été rénovée et il faut maintenant compter environ 4 heures pour relier les deux villes, soit 290 km. Le trajet Battambang - Siem Reap est de 170 km et s'effectue entre 4 het 5 h. La route entre Battambang et Sisophon est en bonne condition, le trajet de 68 km s'effectue en 1 h 30. De nombreux bus et taxis collectifs desservent Battambang.

### Transport fluvial
Le trajet en bateau entre Battambang et Siem Reap s'effectue entre 3 h et 8 h (selon le type d'embarcation emprunté), en descendant la rivière Sangker, traversant des canaux étroits ainsi que des zones marécageuses.

## Galerie

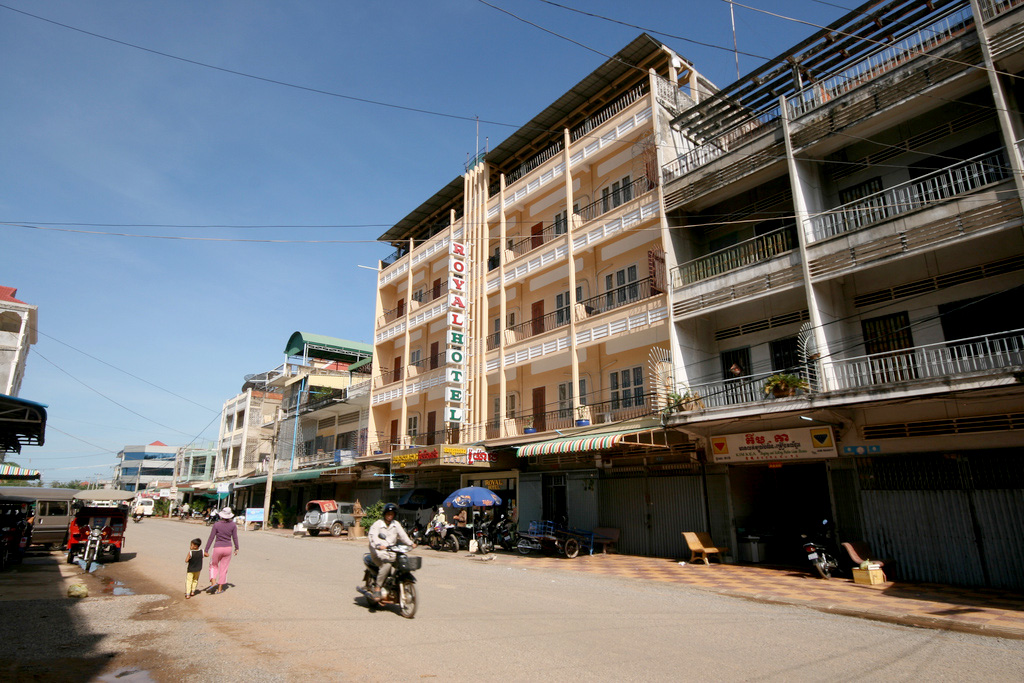
Rue au centre-ville de Battambang
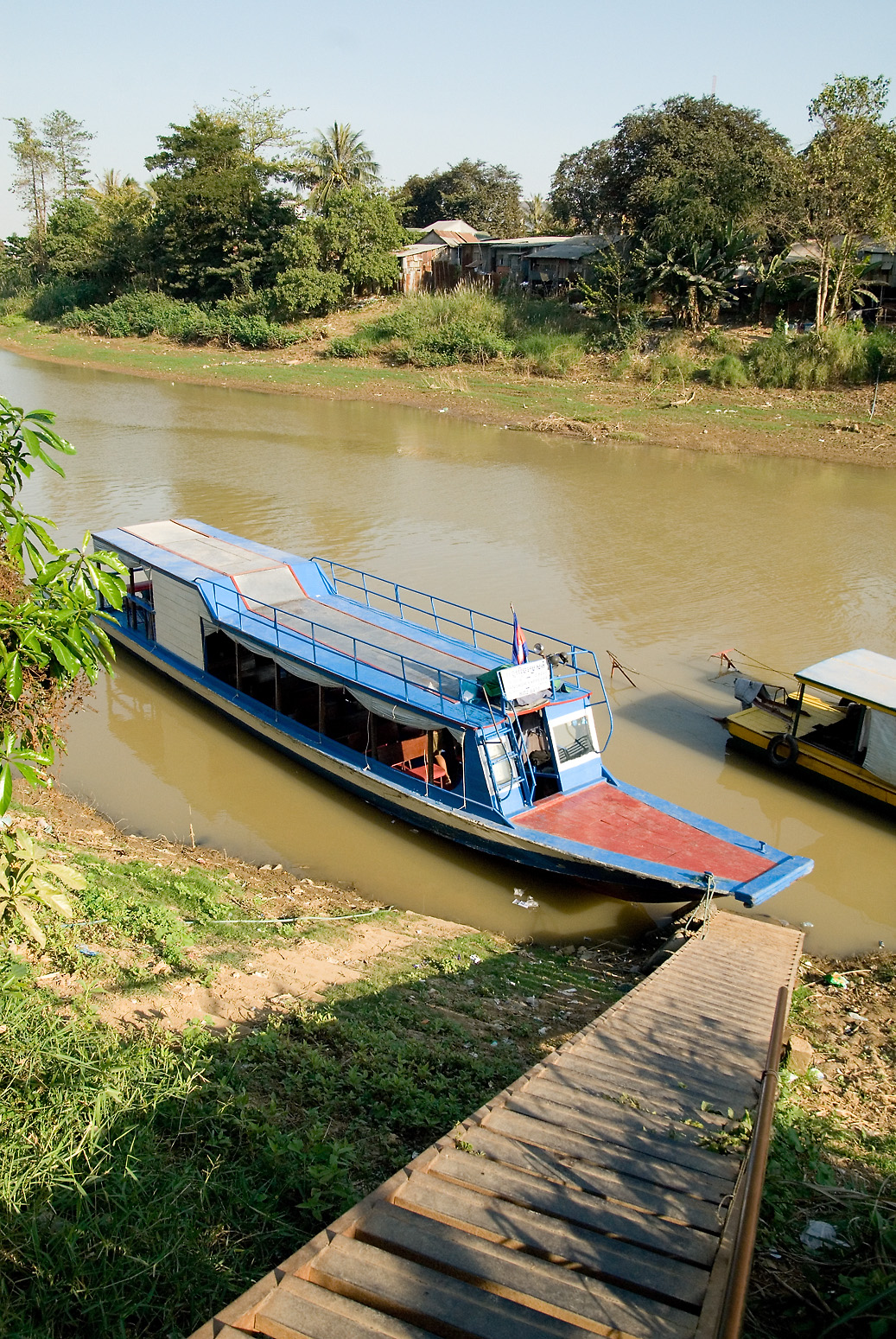
Bateau reliant Battambang à Siem Reap